# パラダイスカフェ
『パラダイスカフェ』は、ひうらさとるによる日本の漫画作品。『なかよし』（講談社）にて1991年4月号より1992年7月号まで連載された。

## あらすじ
主人公・ユキオは家族の都合で全国各地を転々としていたが、1つの町に落ち着くことになった。ユキオは新しく通うことになった学校で、オコジョのミューを連れた男の子・ハルと出会い、オムレツを食べさせて貰う。「天使の羽」のようなその味に、学校への期待が高まったユキオ。しかし食堂が食券機での注文で、料理の味が美味しくないことにユキオは不満を持つ。食堂でそのことについてあゆみとゆーじと会話中、ハルに再会する。「食べ物だけでシアワセになれるのは問題」だとハルに言われ、ユキオは悔しい思いをする。食堂のことを考えると憂鬱になるユキオのために、父は楽園（パラダイス）みたいな食堂（カフェ）を開いてくれたのだった。卵料理で全校生徒を満足させた父は、校長から食堂をまかされる。
美味しいものを食べるだけで幸せだったユキオだが、丘の上に出来たフランス料理店の女性シェフとの料理対決がきっかけで、自分が作った料理で笑って貰えたことに喜びを感じる。ハルに助けて貰ったことに感謝をしたユキオは礼を言い、ハルに対して胸が高鳴るのだった。それ以来、ユキオはハルのことが気になり始める。ハルのことが好きだと自覚したユキオは、料理の腕を磨き始める。
正月、ユキオはハルの母親から「本のレシピをすべてマスターするまで高野家はあなたを認めない」と言われる。本のレシピをマスターしていくうちに、ユキオは料理をすることが楽しくなっていく。
ユキオの父が店を開く都合でウィーンに引っ越すことになったユキオ。ハルに料理を作り、想いを打ち明け、晴れて両思いとなる。しかし実は店は隣の町にあり、ユキオは皆と別れずに済むのだった。

## 登場人物
松本 ユキオ（まつもと ゆきお）
14歳。身長160cm。好きな食べ物がたくさんあり、嫌いな食べ物はない。
3年D組。食べるのが好き。料理がまったく出来ないことと、恋をしたことがないことがコンプレックス。母に貰ったスプーンをお守りにしている。

### ユキオの学校関係者
高野 晴矢（たかの はるや） / ハル
身長175cm。血液型はB型。
3年D組。いつもオコジョのミューを連れている。ミューとは北海道に住んでいた頃に友達になった。
頭が良く、足も速い。冷静な性格。後輩にファンがいる。プリンの形が苦手。
あゆみ
3年D組。三食お菓子を食べて生きている。肉、魚、油っこいもの、辛いもの、納豆、トマト、オクラ、白菜が嫌い。
茶谷 ゆーじ（ちゃや ゆーじ）
3年D組の委員長。料理が上手。得意料理は肉じゃがとカレイの煮つけ。姉が3人いる。
金城寺 緑子（きんじょうじ みどりこ）
3年A組。あだ名は「ゴールド様」。学校で一番の大金持ち。学校の窓から見える丘にある金城寺農場を所有している。
品川（しながわ）
1年A組。好きなものは編み物とパステルカラー。嫌いなものはホラー映画と派手な服。
目黒（めぐろ）
野菜が好き。
伊島（いじま）
3年D組の担任教師。フランス料理が好きで、特にフランスパンが好物。パリに行ったことがないパリジャン。フランス語が得意。
校長先生
好きな食べ物はプリンとゼリーで、それをバケツ一杯食べるのが子供の頃の夢だった。タッちゃんとは囲碁をする仲。

### ユキオの家族
松本 タッちゃん（まつもと たっちゃん）
4歳。身長105cm。血液型はO型。好きな食べ物はホッケ、板わさ、梅キュウ、肉じゃが、たまごふりかけ。嫌いな食べ物は女性が好むような甘いスイーツとお子様ランチ（特にケチャップ味のスパゲティー）。
ユキオの弟。大阪弁で話す。保育園を中退し、ユキオの学校に入り浸っている。第12話より幼稚園に入学。
松本シェフ（まつもと）
45歳。ユキオの父親。全国の中学校に革命をおこすと言われるほどの名コック。みんながシアワセな気持ちになれるレストランを開くのが夢。
松本 みよこ（まつもと みよこ）
ユキオの母親。故人。ユキオに「この世で一番素敵なことはお料理することと愛されること」だと教えた。

### その他の人物
バイオレット高野（ばいおれっとたかの）
33歳。ハルの母親。売れっ子フードコーディネーターで、よくテレビに出ている。本名はムラサキ。
ジャン
ハルの父親。ハルが小学生の頃から妻と別居しており、パリで暮らしていたが、日本で暮らすことにした。シェフ。
ミヨコ
タッちゃんが通う幼稚園の先生。

## 書誌情報
- ひうらさとる『パラダイスカフェ』講談社〈講談社コミックスなかよし〉、全3巻
  1. 1991年12月6日発行[1]、ISBN 4-06-178705-5
  2. 1992年6月6日発行[2]、ISBN 4-06-178719-5
  3. 1992年12月6日発行[3]、ISBN 4-06-178736-5
    - 過去作の続編「ぽーきゅぱいんINロンドン」、読切「ぴかぴかのなつ」併録。